# 万泉街道
万泉街道是中国辽宁沈阳大东区下辖的街道，位于大东区东南部。总面积3.74平方公里，人口21908人。

## 行政区划
万泉街道下辖以下地区：
魁星社区、舟泉社区、金星社区、永丰社区、东逸社区、万泉社区、华茂社区、绍棠社区、民强社区、天龙社区和龙源社区。